# فربيون شوكة المسيح

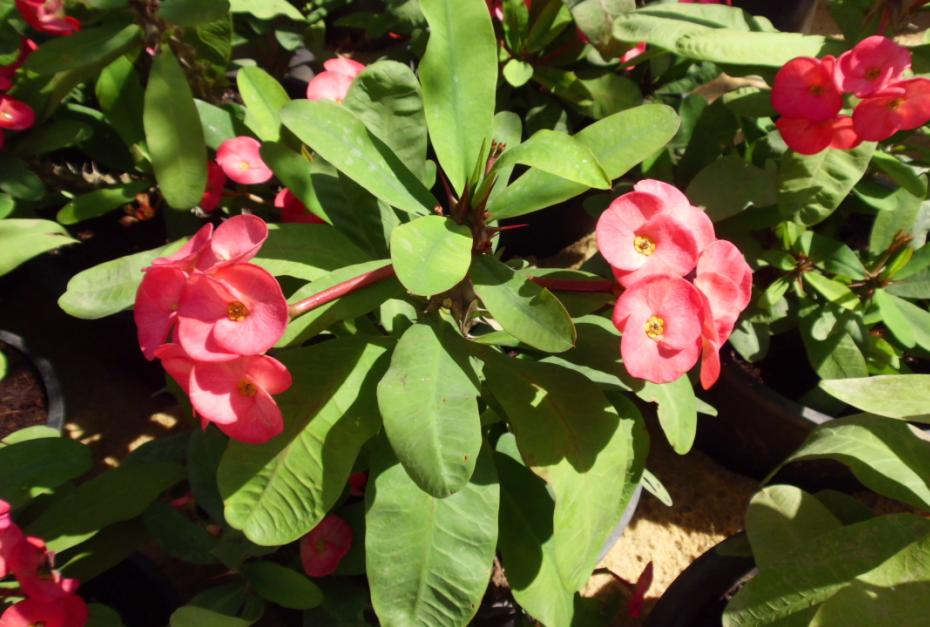
فربيون شوكة المسيح في القاهرة

فربيون شوكة المسيح أو إكليل شوك أو شوك المسيح أو فربيون بهي أو أوفوربيا ملياي أو شمعدان (الاسم العلمي: euphorbia milii)، هو نبات ينتمي إلى الفصيلة اللبنية (باللاتينية: Euphorbiaceae).

## المراجع

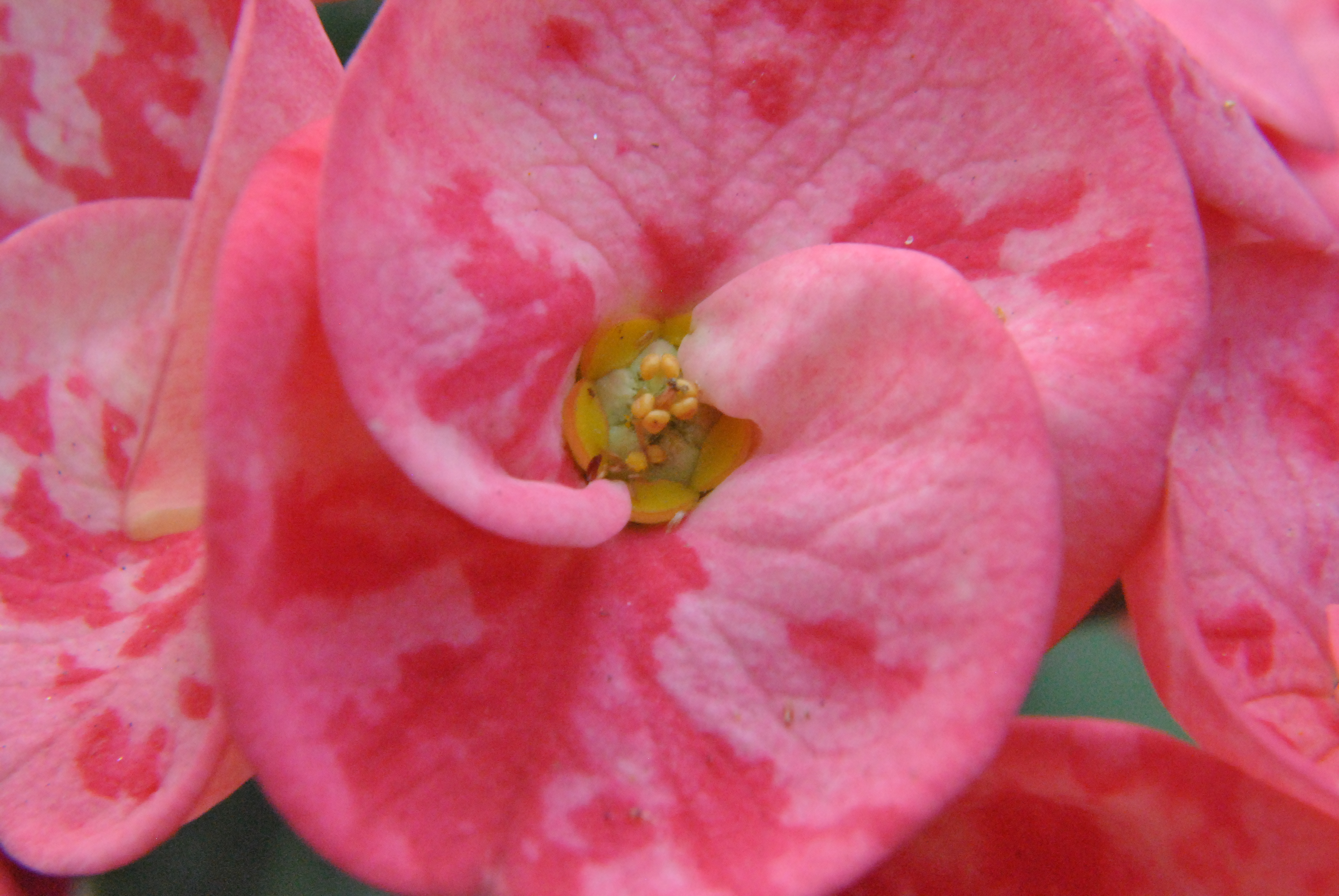
A close view of Euphorbia milii (কাঁটা মুকুট) found in Bana Bithan,Kolkata,West Bengal,India.